# Sindaci di Benevento
Di seguito l'elenco cronologico dei sindaci di Benevento e delle altre figure apicali equivalenti che si sono succedute nel corso della storia.

## Stato della Chiesa
| Sindaci          | Sindaci |
| Nominativo       | Mandato |
| ---------------- | ------- |
| Saverio Centroni | 1741    |

## Regno d'Italia (1861-1946)
| Titolo       | Nome e cognome                       | Carica                                     | dal        | al         | Partito |
| ------------ | ------------------------------------ | ------------------------------------------ | ---------- | ---------- | ------- |
| Cav.         | Pietro De Rosa                       | Sindaco                                    | 12/01/1861 | 21/08/1861 |         |
| Cav. barone  | Celestino Bosco Lucarelli            | Sindaco                                    | 22/08/1861 | 02/03/1869 |         |
| Cav. dott.   | Guglielmo Manassero                  | Regio delegato straordinario               | 03/03/1869 | 30/07/1869 |         |
| On.          | Pasquale Capilongo                   | Sindaco                                    | 31/07/1869 | 25/02/1873 |         |
| Barone       | Giacomo Sabariani                    | Sindaco                                    | 26/02/1873 | 28/09/1873 |         |
| Cav.avv.     | Carlo Pellegrini                     | Sindaco                                    | 29/09/1873 | 25/01/1876 |         |
| Cav.barone   | Giovanni Bosco Lucarelli             | Sindaco                                    | 26/01/1876 | 28/12/1876 |         |
| Cav.avv.     | Giuseppe Manciotti                   | Sindaco                                    | 29/12/1876 | 10/02/1882 |         |
| Cav.avv.nob. | Ilario Iorio                         | Sindaco                                    | 11/02/1882 | 31/03/1885 |         |
| Cav.barone   | Giovanni Bosco Lucarelli             | Sindaco                                    | 01/04/1885 | 03/11/1889 |         |
| Cav.avv.nob. | Ilario Iorio                         | Sindaco                                    | 04/11/1889 | 03/11/1892 |         |
| Cav.         | Felice Zampelli                      | Sindaco                                    | 04/11/1892 | 05/09/1893 |         |
| Cav.         | Vincenzo Tomaselli                   | Sindaco                                    | 06/09/1893 | 07/08/1899 |         |
| Cav.Avv.     | Nicola Ventura                       | Sindaco                                    | 08/08/1899 | 08/06/1900 |         |
| Cav.avv.     | Carlo Pellegrini                     | Sindaco                                    | 09/06/1900 | 24/06/1900 |         |
| Comm.avv.    | Domenico Cangiano                    | Sindaco                                    | 25/06/1900 | 31/08/1902 |         |
| Conte avv.   | Vincenzo Capasso                     | Sindaco                                    | 01/09/1902 | 02/01/1904 |         |
| Cav.dott.    | Gaetano Gargiuli                     | Regio commissario                          | 03/01/1904 | 17/07/1904 |         |
| On.avv.      | Luigi Basile                         | Prosindaco                                 | 18/07/1904 | 22/01/1905 |         |
| On.avv.      | Luigi Basile                         | Sindaco                                    | 23/01/1905 | 14/05/1905 |         |
| Cav.         | Ferdinando Nannetti                  | Regio commissario                          | 15/05/1905 | 30/06/1905 |         |
| Cav.         | Giulio Capobianco marchese Di Carife | Sindaco                                    | 01/07/1905 | 29/05/1906 |         |
| Cav.avv.nob. | Ilario Iorio                         | Sindaco                                    | 30/05/1906 | 23/10/1907 |         |
| On.avv.      | Nazzareno Cosentini                  | Sindaco                                    | 24/10/1907 | 06/01/1909 |         |
| Cav.         | Giovanni Torre                       | Sindaco                                    | 07/01/1909 | 31/07/1910 |         |
| Cav.dott.    | Michele Spirito                      | Sindaco                                    | 01/08/1910 | 04/02/1911 |         |
| Barone avv.  | Giovan Battista Bosco Lucarelli      | Sindaco                                    | 05/02/1911 | 06/11/1911 |         |
| Comm.avv.    | Domenico Cangiano                    | Sindaco                                    | 07/11/1911 | 20/12/1913 |         |
| Cav.         | Ettore Castiglia                     | Regio commissario                          | 21/12/1913 | 23/07/1914 |         |
| Cav.avv.     | Nicola Ventura                       | Sindaco                                    | 24/07/1914 | 26/10/1914 |         |
| Comm.avv.    | Achille Isernia                      | Sindaco                                    | 27/10/1914 | 20/02/1917 |         |
| Cav.avv.     | Gennaro Valeriano                    | Sindaco                                    | 21/02/1917 | 20/10/1918 |         |
| Comm.avv.    | Achille Isernia                      | Sindaco                                    | 21/10/1918 | 17/10/1920 |         |
| Comm.dott.   | Gabriele Collarile                   | Sindaco                                    | 18/10/1920 | 11/12/1922 |         |
| Avv.         | Mario Coppola fu Francesco           | Sindaco                                    | 12/12/1922 | 22/04/1924 |         |
| Avv.         | Matteo Renato Donisi                 | Sindaco, commissario prefettizio e podestà | 23/04/1924 | 22/07/1928 |         |
| Comm.dott.   | Domenico Milani                      | Commissario prefettizio                    | 23/07/1928 | 09/02/1929 |         |
| Cav.uff.avv. | Mario Coppola fu Francesco           | Podestà                                    | 10/02/1929 | 14/02/1931 |         |
| Comm.dott.   | Pasquale Cimmino                     | Commissario prefettizio                    | 15/02/1931 | 15/04/1932 |         |
| Comm.dott.   | Gabriele Collarile                   | Podestà                                    | 16/04/1932 | 04/10/1932 |         |
| Comm.dott.   | Gabriele Collarile                   | Commissario prefettizio                    | 05/10/1932 | 16/11/1934 |         |
| Comm.prof.   | Alfredo Zazo                         | Commissario prefettizio                    | 17/11/1934 | 10/01/1938 |         |
| Comm.avv.    | Ernesto Fierro                       | Podestà                                    | 11/01/1938 | 23/08/1943 |         |
| Cav.dott.    | Felice De Pasquale                   | Commissario prefettizio                    | 24/08/1943 | 04/11/1943 |         |
| Avv.         | Antonio Cifaldi                      | Commissario prefettizio                    | 05/11/1943 | 16/03/1944 |         |
| Avv.         | Antonio Cifaldi                      | Sindaco                                    | 17/03/1944 | 31/08/1945 |         |
| Dott.        | Mario Pascucci                       | Commissario prefettizio                    | 01/09/1945 | 30/12/1946 |         |

## Repubblica Italiana (dal 1946)
| Sindaci eletti dal Consiglio comunale (1946-1993)    | Sindaci eletti dal Consiglio comunale (1946-1993) | Sindaci eletti dal Consiglio comunale (1946-1993) | Sindaci eletti dal Consiglio comunale (1946-1993) | Sindaci eletti dal Consiglio comunale (1946-1993) | Sindaci eletti dal Consiglio comunale (1946-1993) | Sindaci eletti dal Consiglio comunale (1946-1993) | Sindaci eletti dal Consiglio comunale (1946-1993) | Sindaci eletti dal Consiglio comunale (1946-1993) |
| Nominativo                                           | Nominativo                                        | Partito                                           | Partito                                           | Partito                                           | Partito                                           | Mandato                                           | Mandato                                           | Elezione                                          |
| Nominativo                                           | Nominativo                                        | Partito                                           | Partito                                           | Partito                                           | Partito                                           | Inizio                                            | Fine                                              | Elezione                                          |
| ---------------------------------------------------- | ------------------------------------------------- | ------------------------------------------------- | ------------------------------------------------- | ------------------------------------------------- | ------------------------------------------------- | ------------------------------------------------- | ------------------------------------------------- | ------------------------------------------------- |
|                                                      | Salvatore Pennella                                |                                                   | Democrazia Cristiana                              | Democrazia Cristiana                              | Democrazia Cristiana                              | 7 gennaio 1947                                    | 29 novembre 1949                                  | Elezione 1946                                     |
|                                                      | Vincenzo Cardone                                  |                                                   | Partito Liberale Italiano                         | Partito Liberale Italiano                         | Partito Liberale Italiano                         | 19 dicembre 1949                                  | 15 giugno 1952                                    | Elezione 1946                                     |
|                                                      | Alfredo Zazo                                      |                                                   | Partito Nazionale Monarchico                      | Partito Nazionale Monarchico                      | Partito Nazionale Monarchico                      | 16 giugno 1952                                    | 20 dicembre 1952                                  | Elezione 1946                                     |
|                                                      | Alberto Cangiano                                  |                                                   | Movimento Sociale Italiano                        | Movimento Sociale Italiano                        | Movimento Sociale Italiano                        | 27 dicembre 1952                                  | 16 febbraio 1954                                  | Elezione 1952                                     |
|                                                      | Antonio Rivellini                                 |                                                   | Partito Nazionale Monarchico                      | Partito Nazionale Monarchico                      | Partito Nazionale Monarchico                      | 6 marzo 1954                                      | 26 maggio 1955                                    | Elezione 1952                                     |
|                                                      | Giuseppe D'Alessandro                             |                                                   | Movimento Sociale Italiano                        | Movimento Sociale Italiano                        | Movimento Sociale Italiano                        | 31 maggio 1955                                    | 17 giugno 1956                                    | Elezione 1952                                     |
|                                                      | Mario Rotili                                      |                                                   | Democrazia Cristiana                              | Democrazia Cristiana                              | Democrazia Cristiana                              | 18 giugno 1956                                    | 1960                                              | Elezione 1956                                     |
| 1960                                                 | Mario Rotili                                      | 12 giugno 1963                                    | Democrazia Cristiana                              | Democrazia Cristiana                              | Democrazia Cristiana                              | Elezione 1960                                     |                                                   |                                                   |
|                                                      | Ciriaco Del Pozzo                                 |                                                   | Democrazia Cristiana                              | Democrazia Cristiana                              | Democrazia Cristiana                              | Elezione 1960                                     | 13 giugno 1963                                    | 14 febbraio 1965                                  |
|                                                      | Pasquale Meomartini                               |                                                   | Democrazia Cristiana                              | Democrazia Cristiana                              | Democrazia Cristiana                              | 15 febbraio 1965                                  | 15 novembre 1967                                  | Elezione 1964                                     |
|                                                      | Antonio Tibaldi (Prosindaco)                      |                                                   | Partito Socialista Italiano                       | Partito Socialista Italiano                       | Partito Socialista Italiano                       | 16 novembre 1967                                  | 21 ottobre 1968                                   | Elezione 1964                                     |
|                                                      | Alfonso Ferrara (Commissario prefettizio)         | –                                                 | –                                                 | –                                                 | –                                                 | 22 ottobre 1968                                   | 20 gennaio 1969                                   | –                                                 |
| Alfonso Ferrara (Commissario straordinario)          | 21 gennaio 1969                                   | –                                                 | –                                                 | –                                                 | –                                                 | 15 settembre 1970                                 |                                                   | –                                                 |
|                                                      | Lucio Facchiano                                   |                                                   | Democrazia Cristiana                              | Democrazia Cristiana                              | Democrazia Cristiana                              | 16 settembre 1970                                 | 18 novembre 1974                                  | Elezione 1970                                     |
|                                                      | Pasquale Columbro                                 |                                                   | Democrazia Cristiana                              | Democrazia Cristiana                              | Democrazia Cristiana                              | 19 novembre 1974                                  | 10 febbraio 1977                                  | Elezione 1974                                     |
|                                                      | Ernesto Mazzoni                                   |                                                   | Democrazia Cristiana                              | Democrazia Cristiana                              | Democrazia Cristiana                              | 11 febbraio 1977                                  | 19 giugno 1980                                    | Elezione 1974                                     |
|                                                      | Silvio Ferrara (Prosindaco)                       |                                                   | Partito Repubblicano Italiano                     | Partito Repubblicano Italiano                     | Partito Repubblicano Italiano                     | 20 giugno 1980                                    | 11 novembre 1980                                  | Elezione 1980                                     |
|                                                      | Nicola Di Donato                                  |                                                   | Democrazia Cristiana                              | Democrazia Cristiana                              | Democrazia Cristiana                              | 12 novembre 1980                                  | 25 febbraio 1982                                  | Elezione 1980                                     |
|                                                      | Antonio Pietrantonio                              |                                                   | Democrazia Cristiana                              | Democrazia Cristiana                              | Democrazia Cristiana                              | 26 febbraio 1982                                  | 1985                                              | Elezione 1980                                     |
| 1985                                                 | Antonio Pietrantonio                              | 1990                                              | Democrazia Cristiana                              | Democrazia Cristiana                              | Democrazia Cristiana                              | Elezione 1985                                     |                                                   |                                                   |
| 1990                                                 | Antonio Pietrantonio                              | 28 novembre 1992                                  | Democrazia Cristiana                              | Democrazia Cristiana                              | Democrazia Cristiana                              | Elezione 1990                                     |                                                   |                                                   |
|                                                      | Raffaele Verdicchio                               |                                                   | Democrazia Cristiana                              | Democrazia Cristiana                              | Democrazia Cristiana                              | Elezione 1990                                     | 28 novembre 1992                                  | 31 maggio 1993                                    |
|                                                      | Giovanni Orefice (Commissario prefettizio)        | –                                                 | –                                                 | –                                                 | –                                                 | 1º giugno 1993                                    | 18 luglio 1993                                    | –                                                 |
| Giovanni Orefice (Commissario straordinario)         | 19 luglio 1993                                    | –                                                 | –                                                 | –                                                 | –                                                 | 6 dicembre 1993                                   |                                                   | –                                                 |
| Sindaci eletti direttamente dai cittadini (dal 1993) |                                                   |                                                   |                                                   |                                                   |                                                   |                                                   |                                                   |                                                   |
| Nominativo                                           | Nominativo                                        | Partito                                           | Partito                                           | Coalizione                                        | Coalizione                                        | Mandato                                           | Mandato                                           | Elezione                                          |
| Nominativo                                           | Nominativo                                        | Partito                                           | Partito                                           | Coalizione                                        | Coalizione                                        | Inizio                                            | Fine                                              | Elezione                                          |
|                                                      | Pasquale Viespoli                                 |                                                   | Movimento Sociale Italiano                        |                                                   | MSI                                               | 7 dicembre 1993                                   | 23 maggio 1996                                    | Elezione 1993                                     |
|                                                      | Armando Levante (Commissario prefettizio)         | –                                                 | –                                                 | –                                                 | –                                                 | 23 maggio 1996                                    | 2 dicembre 1996                                   | –                                                 |
|                                                      | Pasquale Viespoli                                 |                                                   | Alleanza Nazionale                                |                                                   | AN-FI-CDU                                         | 2 dicembre 1996                                   | 5 aprile 2001                                     | Elezione 1996                                     |
|                                                      | Giuseppe Giordano (Commissario prefettizio)       | –                                                 | –                                                 | –                                                 | –                                                 | 6 aprile 2001                                     | 28 maggio 2001                                    | –                                                 |
|                                                      | Sandro Nicola D'Alessandro                        |                                                   | Alleanza Nazionale                                |                                                   | FI-AN-CCD-CDU                                     | 28 maggio 2001                                    | 30 maggio 2006                                    | Elezione 2001                                     |
|                                                      | Fausto Pepe                                       |                                                   | Popolari UDEUR                                    |                                                   | DS-DL-UDEUR-PRC-IdV-FdV-PdCI-RnP                  | 30 maggio 2006                                    | 15 maggio 2011                                    | Elezione 2006                                     |
|                                                      | Fausto Pepe                                       | Partito Democratico                               |                                                   | PD-ApI-IdV-SEL                                    | 15 maggio 2011                                    | 20 giugno 2016                                    | Elezione 2011                                     |                                                   |
|                                                      | Clemente Mastella                                 |                                                   | Popolari UDEUR                                    |                                                   | FI-UdC-L. civiche                                 | 20 giugno 2016                                    | 22 ottobre 2021                                   | Elezione 2016                                     |
|                                                      | Clemente Mastella                                 | NC-IV-L. civiche                                  | Popolari UDEUR                                    | 22 ottobre 2021                                   | in carica                                         | Elezione 2021                                     |                                                   |                                                   |